# Dorothy Kirsten
Dorothy Kirsten (ur. 6 lipca 1910 w Montclair, zm. 18 listopada 1992 w Los Angeles) – amerykańska śpiewaczka operowa, sopran.

## Wyróżnienia
Została uhononorowana gwiazdą na słynnej Alei Gwiazd w Hollywood.